# Remigio Carré
Remigio Carré fue un benedictino de Francia, nacido en 20 de febrero de 1706 en San Fal, en la diócesis de Troyes.

## Biografía
Remigio fue prior de Beceleuf y sacristán de la abadía de Montier-Le Celle (actualmente policlínica), y abrazó primeramente el instituto "dei premostrati" en la abadía de San Martín de Leon y luego obtuvo de Roma su traslación a un beneficio que se proporcionó de la Orden de San Benito y nombrado chantre de la abadía de San Lignario.
Remigio se distinguió muy particularmente en el estudio de las ciencias y se adquirió reputación por las obras que compuso. En su obra sobre el arte del cantar estimula a los eclesiásticos jóvenes a estudiar el canto llano, indica reglas cortas y fáciles para conseguirlo y da varios consejos para la formación y conservación de la voz. Su plan para la Biblia está compuesto de modo que recitándolo hagan los eclesiásticos un estudio particular bíblico.

## Obras
- Colección curiosa y edificante sobre las campanas
- El maestro de novicios en el arte de cantar, París, 1744 un tomo en 12.
- La llave de los salmos, 1755 en 12.
- Los salmos por su orden histórico nuevamente traducidos del hebreo, 1742 en 8º.
- Plan de la biblia latina distribuida en forma de breviario,